# فرودگاه مویا
فرودگاه مویا (به انگلیسی: Mweya Airport) یک فرودگاه غیرنظامی است که یک باند فرود سنگفرش دارد. این فرودگاه در کشور اوگاندا قرار دارد و در ارتفاع ۹۸۰ متری از سطح دریا واقع شده‌است.